# Chrysoperla pudica
Chrysoperla pudica is een insect uit de familie van de gaasvliegen (Chrysopidae), die tot de orde netvleugeligen (Neuroptera) behoort. 
Chrysoperla pudica is voor het eerst wetenschappelijk beschreven door Navás in 1914.